# Márcio Santos
Márcio Roberto dos Santos, beter bekend als Márcio Santos (São Paulo, 15 september 1969) is een voormalig Braziliaans profvoetballer.
Márcio Santos kwam als centrumverdediger uit voor clubs als AC Fiorentina en Ajax. Hij maakte deel uit van de Braziliaanse selectie die in op het wereldkampioenschap voetbal 1994 in de Verenigde Staten wereldkampioen werd. Hij scoorde daarbij een doelpunt in de groepsronde.
In 1995 werd hij aangetrokken door Ajax als vervanger van de vertrokken routinier Frank Rijkaard. De atletische Santos kon zijn draai echter niet vinden. Hij kon niet wennen aan de sfeer, het klimaat en moest op sportief gebied concurreren met Frank de Boer. Zijn zelfvertrouwen daalde tot het nulpunt en de trotse Braziliaanse verdediger raakte mentaal diep in de put. Het dieptepunt was een rode kaart binnen negentien seconden na een invalbeurt tijdens een winterse wedstrijd in december tegen PSV (zie trivia).
Veel clubs stonden in de rij om de wereldkampioen over te nemen, doch door zijn vorstelijke salaris bij Ajax kwam het niet van een transfer. Hij werd uitgeleend aan Atlético Mineiro en ook daarna kwam het nooit meer helemaal goed met zijn sportieve carrière.

## Trivia
- Gedurende zijn seizoen bij AC Fiorentina (1994), beloofde clubeigenaar Vittorio Cecchi Gori een diner voor hem te regelen met actrice Sharon Stone, als het hem zou lukken zes doelpunten te maken. Hij scoorde echter maar tweemaal en een eigen doelpunt.
- In Nederland heeft hij nog steeds het record op zijn naam van het halen van de snelste rode kaart bij een invalbeurt. Scheidsrechter Dick Jol stuurde hem al na negentien seconden uit het veld bij de wedstrijd Ajax – PSV op 22 december 1996 wegens het neerhalen van een doorgebroken speler.
- Op 19 april 2008 werd Santos getroffen door een beroerte en werd opgenomen in het ziekenhuis, waaruit hij na vijf dagen werd ontslagen. Santos woont in Balneário Camboriú in de Braziliaanse staat Santa Catarina.

## Erelijst
Internacional
- Campeonato Gaúcho: 1991

 Ajax
- Eredivisie: 1995/96

 São Paulo
- Campeonato Paulista: 1998

 Brazilië
- CONMEBOL Copa América: 1997
- FIFA WK: 1994
- Umbro Cup: 1995

Individueel
- Bola de Prata: 1991
- Placar Team van het Jaar: 1991
- FIFA WK Team van het Toernooi: 1994
- FIFA XI (reserve): 2001